# Kjalfell (berg i Island, Austurland)
Kjalfell är ett berg i republiken Island. Det ligger i regionen Austurland, 300 km öster om huvudstaden Reykjavík. Toppen på Kjalfell är 614 meter över havet, eller 164 meter över den omgivande terrängen. Bredden vid basen är 2,2 km.
Trakten runt Kjalfell är nära nog obefolkad, med mindre än två invånare per kvadratkilometer. Det finns inga samhällen i närheten. Trakten runt Kjalfell är ofruktbar med lite eller ingen växtlighet.